# Gordon Sherwood
Gordon Sherwood (* 25. August 1929 in Evanston, Illinois, USA; † 2. Mai 2013 in Schongau, Oberbayern) war ein US-amerikanischer Komponist.

## Leben
Sein Musikstudium absolvierte Gordon Sherwood (gegen den Wunsch seines Vaters, der für seinen Sohn eine militärische Laufbahn vorgesehen hatte) an der Western University in Michigan, USA, und an der Akademie in Ann Arbor, Michigan, USA, mit dem Abschluss Master of Arts. 1957 gewann er für den 3. und 4. Satz seiner ersten Sinfonie den Ersten Preis beim 12. George-Gershwin-Gedächtniswettbewerb und wurde mit diesen beiden Sätzen in der New Yorker Carnegie Hall von den New Yorker Philharmonikern unter Dimitri Mitropoulos uraufgeführt. Die komplette Uraufführung fand 45 Jahre später, 2002, in Deutschland statt. Seine musikalische Ausbildung setzte Sherwood in Tanglewood bei Aaron Copland fort. Ein Fulbright-Stipendium führte ihn 1959 nach Hamburg, wo er bei Philipp Jarnach Komposition studierte. Er schloss seine Ausbildung an der Accademia di Santa Cecilia in Rom bei Goffredo Petrassi ab.
Danach begann er ein unstetes Leben, das ihn durch die halbe Welt führte: Im Libanon war er Bar-Pianist, in Ägypten Filmkomponist, ein längerer Aufenthalt in Kenia (wo er einen Universitätsabschluss in Kisuaheli erwarb) schloss sich an. Es folgten mehrere Aufenthalte in Indien, Japan und Lateinamerika (vor allem Costa Rica). In den 1980er Jahren strandete er mittellos in Paris und bestritt für viele Jahre seinen Lebensunterhalt als Bettler, ohne sein kompositorisches Schaffen aufzugeben. Gordon Sherwood lebte zuletzt in einer diakonischen Einrichtung in Herzogsägmühle/Bayern, wo er weiterhin komponierte. Hier entstand unter anderem Opus 137, Ballettmusik für Orchester, bei der er in Zusammenarbeit mit Elke Gold das Märchenbuch „Hugo, der Wassergeist“ von Elke Gold und die gleichnamige Titelmelodie (komponiert von Elke Gold/Amhy) in Ballettkompositionen umsetzte.
Seine Werke wurden im Telezentrum der Herzogsägmühle digitalisiert.
Gordon Sherwood war seit 1959 mit der Sängerin Ruth Sherwood verheiratet, lebte aber seit Anfang der 1980er Jahre von seiner Ehefrau getrennt.
Gordon Sherwood verstarb am 2. Mai 2013 in Schongau. Sein musikalisches Erbe hat er testamentarisch der Pianistin Masha Dimitrieva anvertraut.

## Werk
Gordon Sherwoods Werkverzeichnis weist 143 Einträge auf, von denen die meisten auf die Veröffentlichung warten. Das Œuvre umfasst Kammermusik ebenso wie Orchesterwerke, Instrumentalmusik ebenso wie Vokalmusik, weltliche ebenso wie religiöse Werke. Stilistisch sind die Kompositionen von seinen Vorbildern, v. a. George Gershwin, Béla Bartók und Dmitri Schostakowitsch, geprägt, doch zeigen sie sämtlich eine ganz persönliche Sprache, in die sich auch indische und arabische Einflüsse mischen. Dabei zeichnet sich die Musik dadurch aus, dass sie trotz einer hochkomplexen Struktur auch dem ungeübten Ohr leicht zugänglich ist. Die Schwierigkeit einer einfachen Einordnung ist vielleicht der Grund dafür, dass Gordon Sherwood bisher relativ unbekannt geblieben ist. Für sein Werk besonders eingesetzt haben sich die Dirigenten Horst Neumann (ehemaliger Leiter der Rundfunkchöre des NDR und des MDR) sowie Werner Andreas Albert (Chefdirigent des Australischen Rundfunks), welcher Sherwoods erste Sinfonie zusammen mit seinem ersten Klavierkonzert u. a. auf CD aufgenommen hat. Weitere Stücke von Sherwood finden sich vereinzelt auf Anthologien. Zu den herausragenden Werken gehört „Memories of Waters“, ein „Cross-over-Oratorium“ über die Donau, das Gordon Sherwood gemeinsam mit der Weltmusikgruppe „Dissidenten“ geschrieben hat.
Uraufführungen seiner Werke fanden in jüngerer Zeit in Herzogsägmühle bei Peiting sowie im Museum MARTa Herford statt. Am 1. Juli 2006 gab es in Herzogsägmühle die Welturaufführung von vier seiner Klavierwerke, gespielt von Masha Dimitrieva. Am 2. Mai 2014 wurde im Staatstheater Cottbus vom Philharmonischen Orchester unter der Leitung von Evan Christ Gordon Sherwoods 2. Sinfonie („Blues-Sinfonie“) uraufgeführt. Sein Gesamtwerk für Orgel wurde am 12. Juni 2015 von dem Nürnberger Organisten Marcel Rode in der Friedenskirche (Essen) erstmals aufgeführt. 2016 folgte die Aufführung der Orgelwerke in den USA und 2017 in der Basilika Nuestra Señora de los Ángeles (Cartago).
Die Pianistin Masha Dimitrieva begann 2018 eine Gesamteinspielung der Werke für Solo-Klavier von Gordon Sherwood sowie gemeinsam mit der Sopranistin Felicitas Breest eine Gesamteinspielung von dessen Liedern. Von beiden Projekten sind  jeweils zwei CDs als Ersteinspielungen  erschienen.